# Lepidophyma micropholis
Lepidophyma micropholis là một loài thằn lằn trong họ Xantusiidae. Loài này được Walker mô tả khoa học đầu tiên năm 1955.